# Octon
Octon [ɔk.tɔ̃] (en occitan, Auton [aw.'tu] ou Aloton [a.lu'tu]) est une commune française située dans le département de l'Hérault en région Occitanie.
Exposée à un climat méditerranéen, elle est drainée par le Salagou, le Vernoubrel, la Marette, le Lignous, le Roubieu et par divers autres petits cours d'eau. La commune possède un patrimoine naturel remarquable : un site Natura 2000 (« le Salagou ») et quatre zones naturelles d'intérêt écologique, faunistique et floristique.
Octon est une commune rurale qui compte 520 habitants en 2022, après avoir connu une forte hausse de la population depuis 1975.  Ses habitants sont appelés les Octonnais ou  Octonnaises.

## Géographie
Le village est situé sur les bords du lac du Salagou, dans un environnement de garrigues et de vignes. Le paysage est marqué par un sol de roches rouges (les ruffes) et par des collines qui sont d'anciennes coulées de lave. Le climat est méditerranéen, doux l'hiver, chaud et sec l'été. L'automne est la période des fortes précipitations.
La commune compte plusieurs hameaux, notamment Le Mas de Clergue, Saint-Martin-des-Combes (ancienne commune rattachée en 1963), Toucou, Arièges (aujourd'hui séparé par le lac). Dans la vallée de la Marette se trouve Lauzières, un ancien hameau ruiné surmonté d'un château fort, tous deux abandonnés depuis le XVIIe siècle.

### Communes limitrophes
| Lunas                     | Lavalette, Le Puech | Celles                       |
| Dio-et-Valquières, Brenas | Octon               | Clermont-l'Hérault, Liausson |
| Mérifons                  | Salasc              | Mourèze                      |

### Climat
Pour des articles plus généraux, voir Climat de l'Occitanie et Climat de l'Hérault.
En 2010, le climat de la commune est de type climat méditerranéen franc, selon une étude s'appuyant sur une série de données couvrant la période 1971-2000. En 2020, Météo-France publie une typologie des climats de la France métropolitaine dans laquelle la commune est exposée à un climat méditerranéen et est dans la région climatique  Provence, Languedoc-Roussillon, caractérisée par une pluviométrie faible en été, un très bon ensoleillement (2 600 h/an), un été chaud (21,5 °C), un air très sec en été, sec en toutes saisons, des vents forts (fréquence de 40 à 50 % de vents > 5 m/s) et peu de brouillards.
Pour la période 1971-2000, la température annuelle moyenne est de 14,1 °C, avec une amplitude thermique annuelle de 15,9 °C. Le cumul annuel moyen de précipitations est de 944 mm, avec 7,7 jours de précipitations en janvier et 2,8 jours en juillet. Pour la période 1991-2020, la température moyenne annuelle observée sur la station météorologique la plus proche, située sur la commune de Soumont à 9 km à vol d'oiseau, est de 15,0 °C et le cumul annuel moyen de précipitations est de 968,5 mm,. Pour l'avenir, les paramètres climatiques de la commune estimés pour 2050 selon différents scénarios d'émission de gaz à effet de serre sont consultables sur un site dédié publié par Météo-France en novembre 2022.

### Milieux naturels et biodiversité

#### Réseau Natura 2000

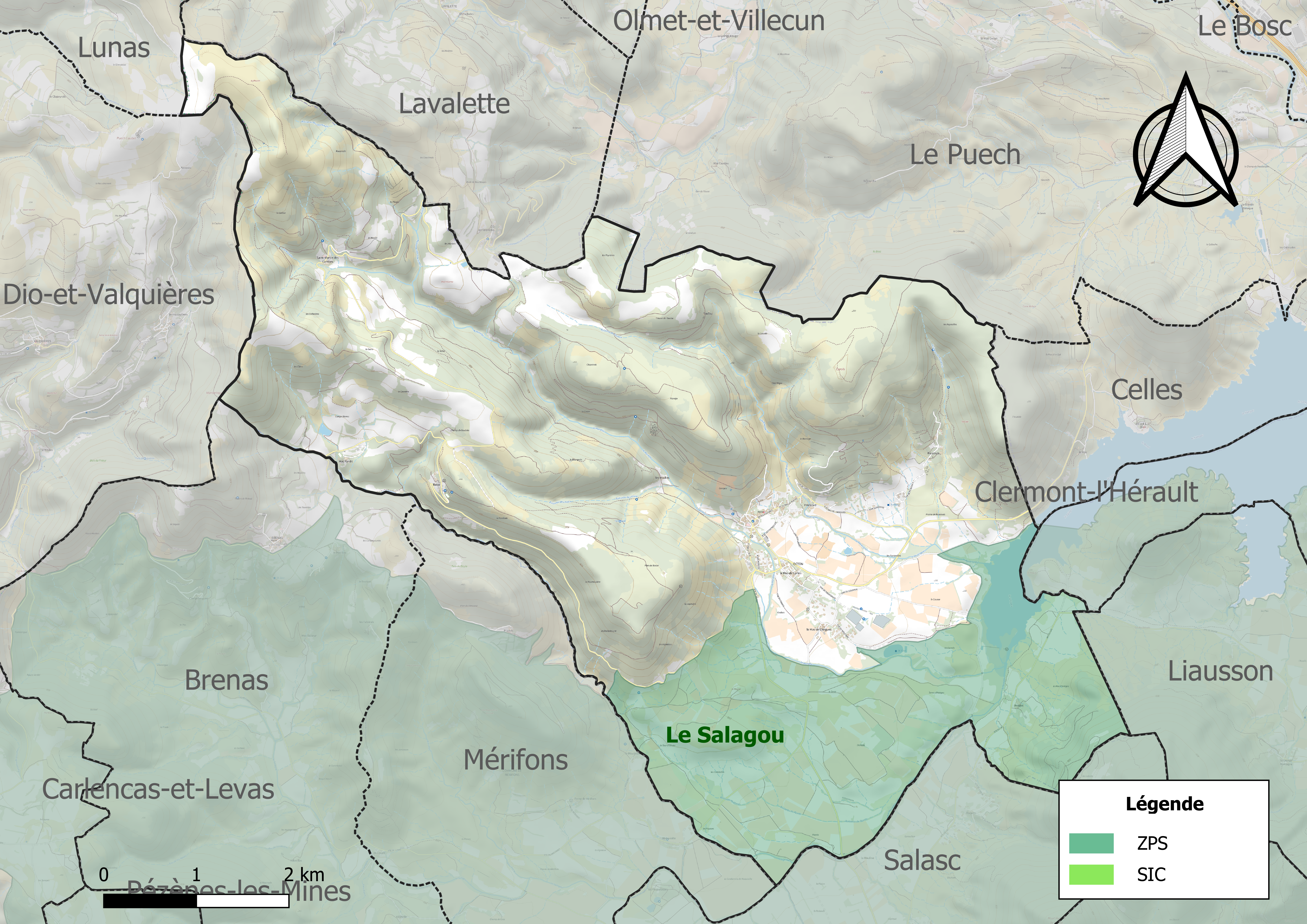
Sites Natura 2000 sur le territoire communal.

Le réseau Natura 2000 est un réseau écologique européen de sites naturels d'intérêt écologique élaboré à partir des directives habitats et oiseaux, constitué de zones spéciales de conservation (ZSC) et de zones de protection spéciale (ZPS). 
Un site Natura 2000 a été défini sur la commune au titre  de la directive oiseaux : « le Salagou », d'une superficie de 12 794 ha, effectuant la transition entre la plaine languedocienne et les premiers contreforts de la montagne Noire et du Larzac. Outre l'aigle de Bonelli, trois autres espèces d'oiseaux ont également été prises en compte dans la délimitation de la ZPS, l'Outarde canepetière, le Blongios nain et le Busard cendré.

#### Zones naturelles d'intérêt écologique, faunistique et floristique
L'inventaire des zones naturelles d'intérêt écologique, faunistique et floristique (ZNIEFF) a pour objectif de réaliser une couverture des zones les plus intéressantes sur le plan écologique, essentiellement dans la perspective d'améliorer la connaissance du patrimoine naturel national et de fournir aux différents décideurs un outil d'aide à la prise en compte de l'environnement dans l'aménagement du territoire. 
Trois ZNIEFF de type 1 sont recensées sur la commune :
- l'« embouchure de la rivière du Salagou » (24 ha), couvrant 2 communes du département[11] ;
- les « Ruffes du Salagou » (1 170 ha), couvrant 5 communes du département[12],
- le « vallon du Lignou » (44 ha), couvrant 3 communes du département[13] ;

et une ZNIEFF de type 2, : 
le « bassin du Salagou » (8 089 ha), couvrant 12 communes du département. 

Carte des ZNIEFF de type 1 et 2 à Octon.
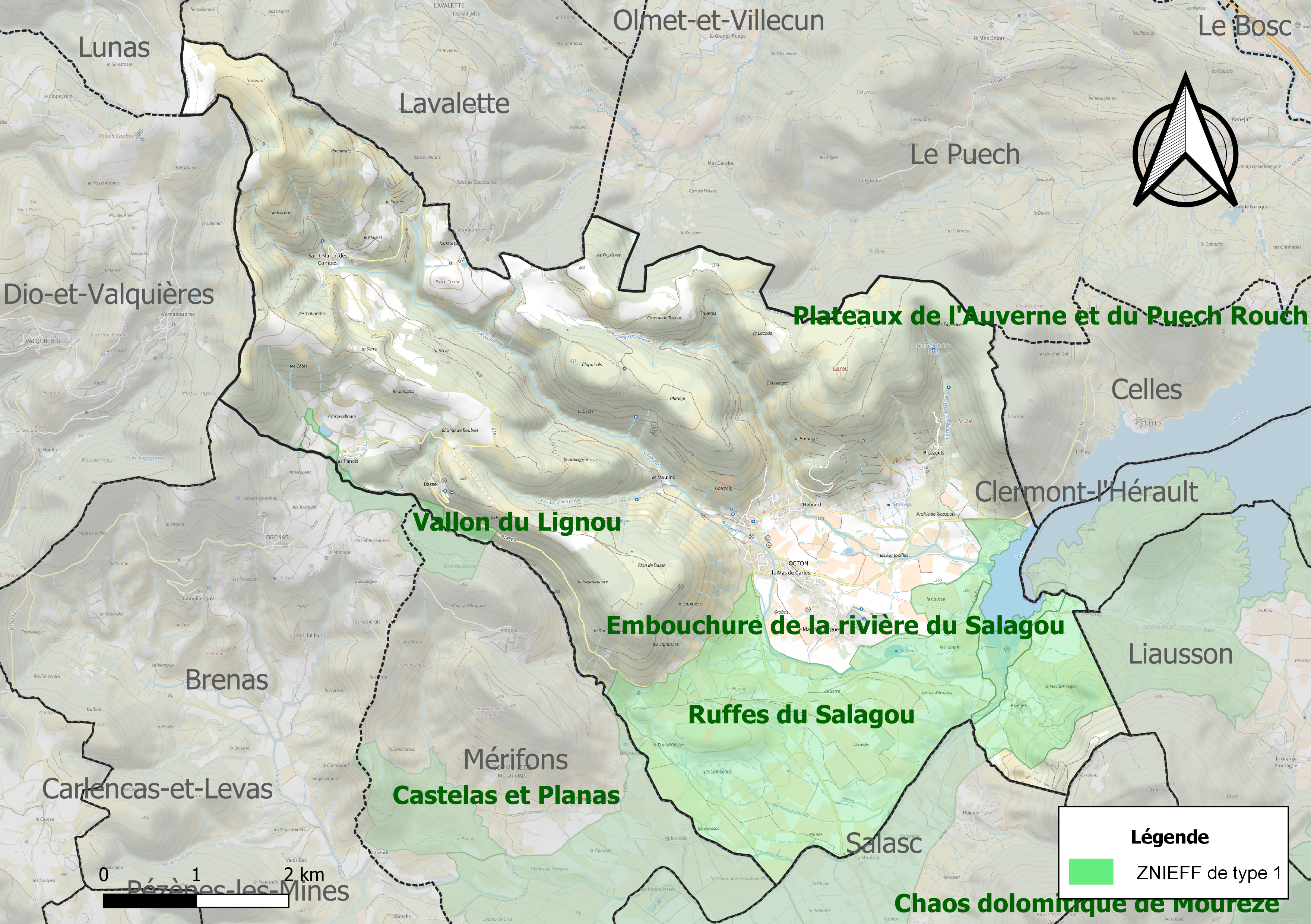
Carte des ZNIEFF de type 1 sur la commune.
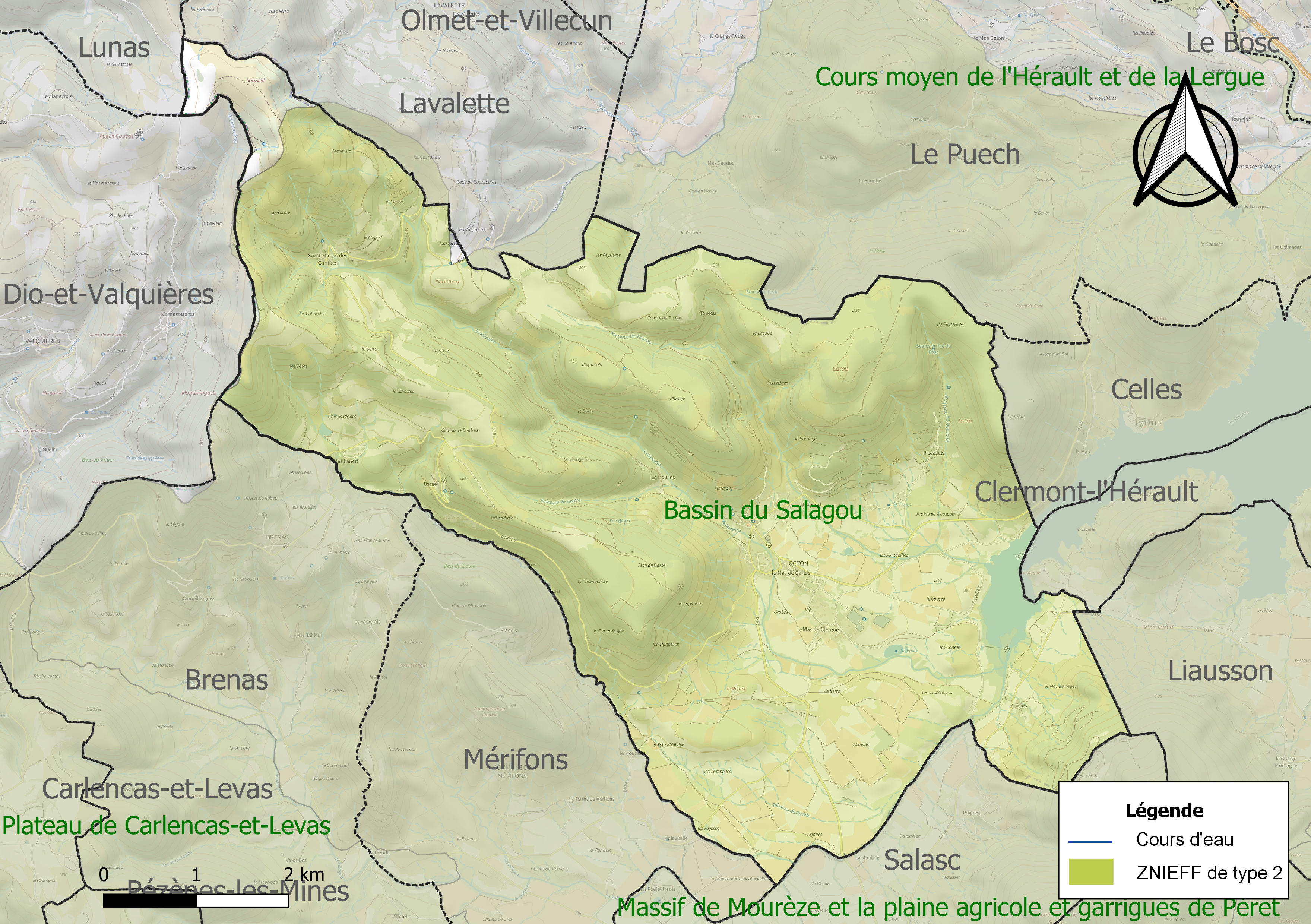
Carte de la ZNIEFF de type 2 sur la commune.

## Urbanisme

### Typologie
Au 1er janvier 2024, Octon est catégorisée commune rurale à habitat dispersé, selon la nouvelle grille communale de densité à sept niveaux définie par l'Insee en 2022.
Elle est située hors unité urbaine et hors attraction des villes,.

### Occupation des sols
L'occupation des sols de la commune, telle qu'elle ressort de la base de données européenne d’occupation biophysique des sols Corine Land Cover (CLC), est marquée par l'importance des forêts et milieux semi-naturels (62,2 % en 2018), en augmentation par rapport à 1990 (61,3 %). La répartition détaillée en 2018 est la suivante : 
forêts (34,2 %), milieux à végétation arbustive et/ou herbacée (22,7 %), cultures permanentes (21,4 %), zones agricoles hétérogènes (13,3 %), espaces ouverts, sans ou avec peu de végétation (5,3 %), zones urbanisées (1,6 %), eaux continentales (1,1 %), prairies (0,4 %). L'évolution de l’occupation des sols de la commune et de ses infrastructures peut être observée sur les différentes représentations cartographiques du territoire : la carte de Cassini (XVIIIe siècle), la carte d'état-major (1820-1866) et les cartes ou photos aériennes de l'IGN pour la période actuelle (1950 à aujourd'hui).

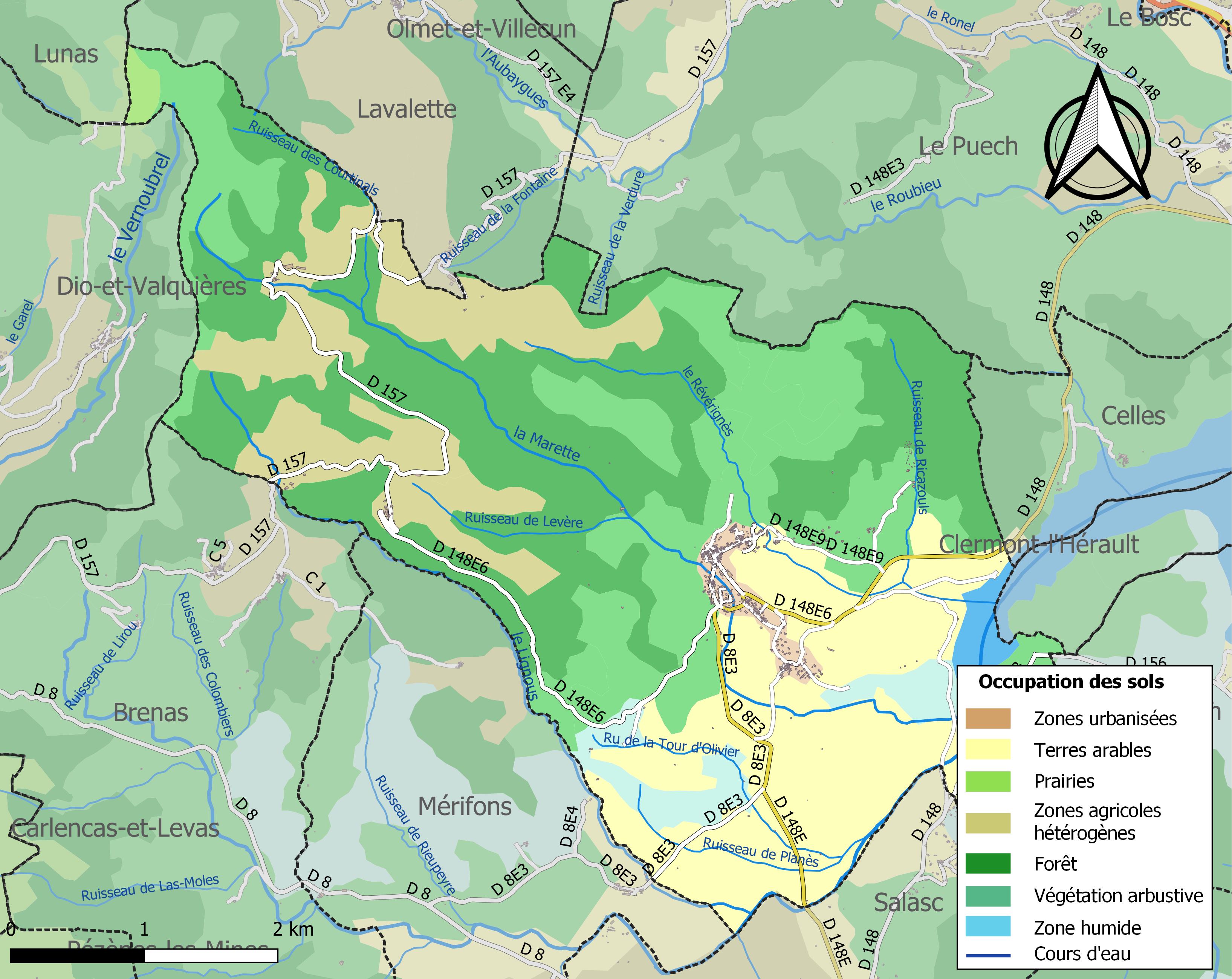
Carte des infrastructures et de l'occupation des sols de la commune en 2018 (CLC).

### Risques majeurs
Le territoire de la commune d'Octon est vulnérable à différents aléas naturels : météorologiques (tempête, orage, neige, grand froid, canicule ou sécheresse), inondations, feux de forêts, mouvements de terrains et séisme (sismicité très faible). Il est également exposé à un risque technologique,  le transport de matières dangereuses, et à un risque particulier : le risque de radon. Un site publié par le BRGM permet d'évaluer simplement et rapidement les risques d'un bien localisé soit par son adresse soit par le numéro de sa parcelle.

#### Risques naturels
Certaines parties du territoire communal sont susceptibles d’être affectées par le risque d’inondation par débordement de cours d'eau, notamment le Salagou et le Vernoubrel. La commune a été reconnue en état de catastrophe naturelle au titre des dommages causés par les inondations et coulées de boue survenues en 1982, 1990, 1996, 2014, 2015 et 2019,.
Octon est exposée au risque de feu de forêt. Un plan départemental de protection des forêts contre les incendies (PDPFCI) a été approuvé en juin 2013 et court jusqu'en 2022, où il doit être renouvelé. Les mesures individuelles de prévention contre les incendies sont précisées par deux arrêtés préfectoraux et s’appliquent dans les zones exposées aux incendies de forêt et à moins de 200 mètres de celles-ci. L’arrêté du 25 avril 2002 réglemente l'emploi du feu en interdisant notamment d’apporter du feu, de fumer et de jeter des mégots de cigarette dans les espaces sensibles et sur les voies qui les traversent sous peine de sanctions. L'arrêté du 11 mars 2013 rend le débroussaillement obligatoire, incombant au propriétaire ou ayant droit,.

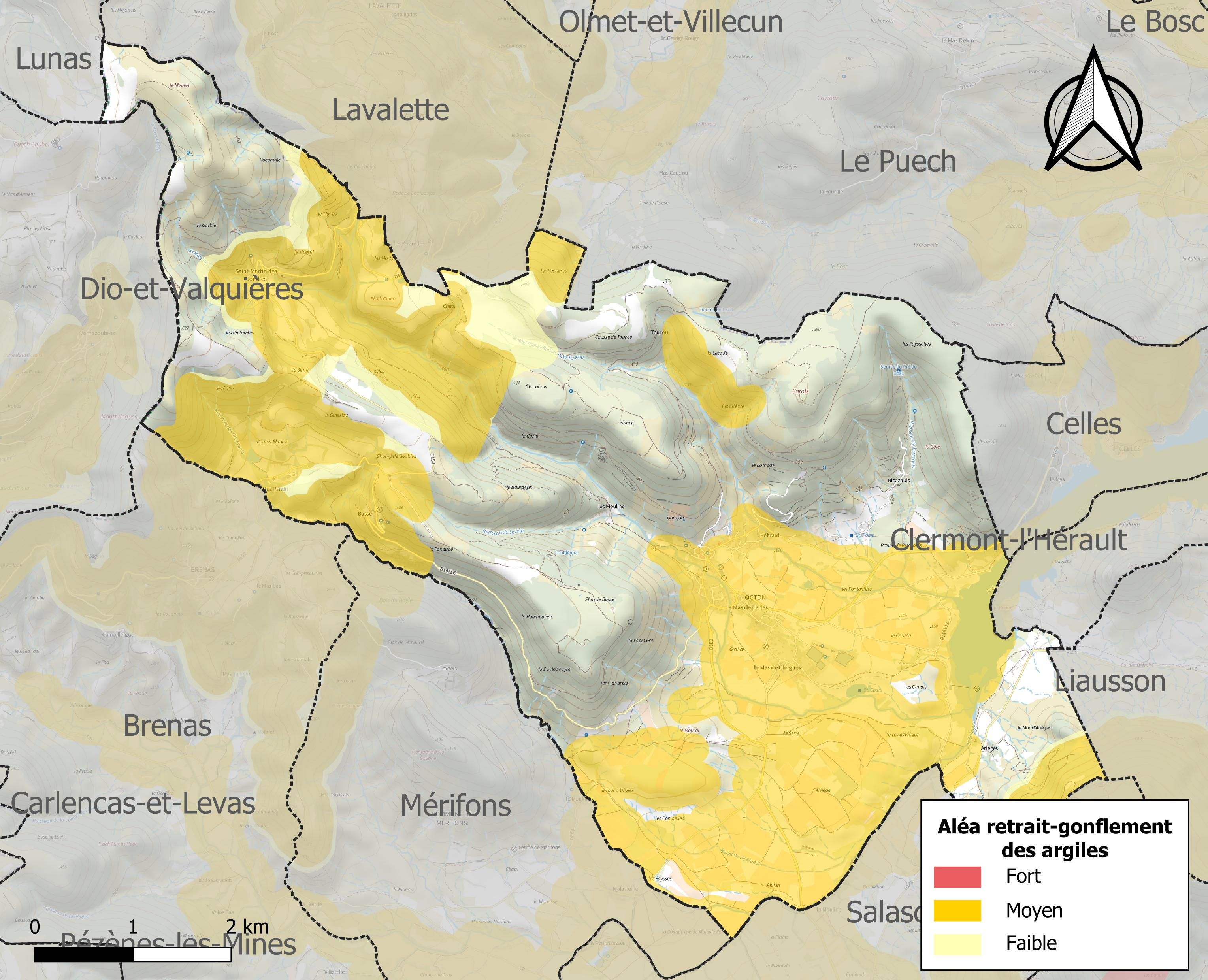
Carte des zones d'aléa retrait-gonflement des sols argileux d'Octon.

La commune est vulnérable au risque de mouvements de terrains constitué principalement du retrait-gonflement des sols argileux. Cet aléa est susceptible d'engendrer des dommages importants aux bâtiments en cas d’alternance de périodes de sécheresse et de pluie. 46,9 % de la superficie communale est en aléa moyen ou fort (59,3 % au niveau départemental et 48,5 % au niveau national). Sur les 314 bâtiments dénombrés sur la commune en 2019, 271 sont en aléa moyen ou fort, soit 86 %, à comparer aux 85 % au niveau départemental et 54 % au niveau national. Une cartographie de l'exposition du territoire national au retrait gonflement des sols argileux est disponible sur le site du BRGM,.
Par ailleurs, afin de mieux appréhender le risque d’affaissement de terrain, l'inventaire national des cavités souterraines permet de localiser celles situées sur la commune.

#### Risques technologiques
Le risque de transport de matières dangereuses sur la commune est lié à sa traversée par des infrastructures routières ou ferroviaires importantes ou la présence d'une canalisation de transport d'hydrocarbures. Un accident se produisant sur de telles infrastructures est susceptible d’avoir des effets graves sur les biens, les personnes ou l'environnement, selon la nature du matériau transporté. Des dispositions d’urbanisme peuvent être préconisées en conséquence.

#### Risque particulier
Dans plusieurs parties du territoire national, le radon, accumulé dans certains logements ou autres locaux, peut constituer une source significative d’exposition de la population aux rayonnements ionisants. Certaines communes du département sont concernées par le risque radon à un niveau plus ou moins élevé. Selon la classification de 2018, la commune d'Octon est classée en zone 3, à savoir zone à potentiel radon significatif.

## Toponymie

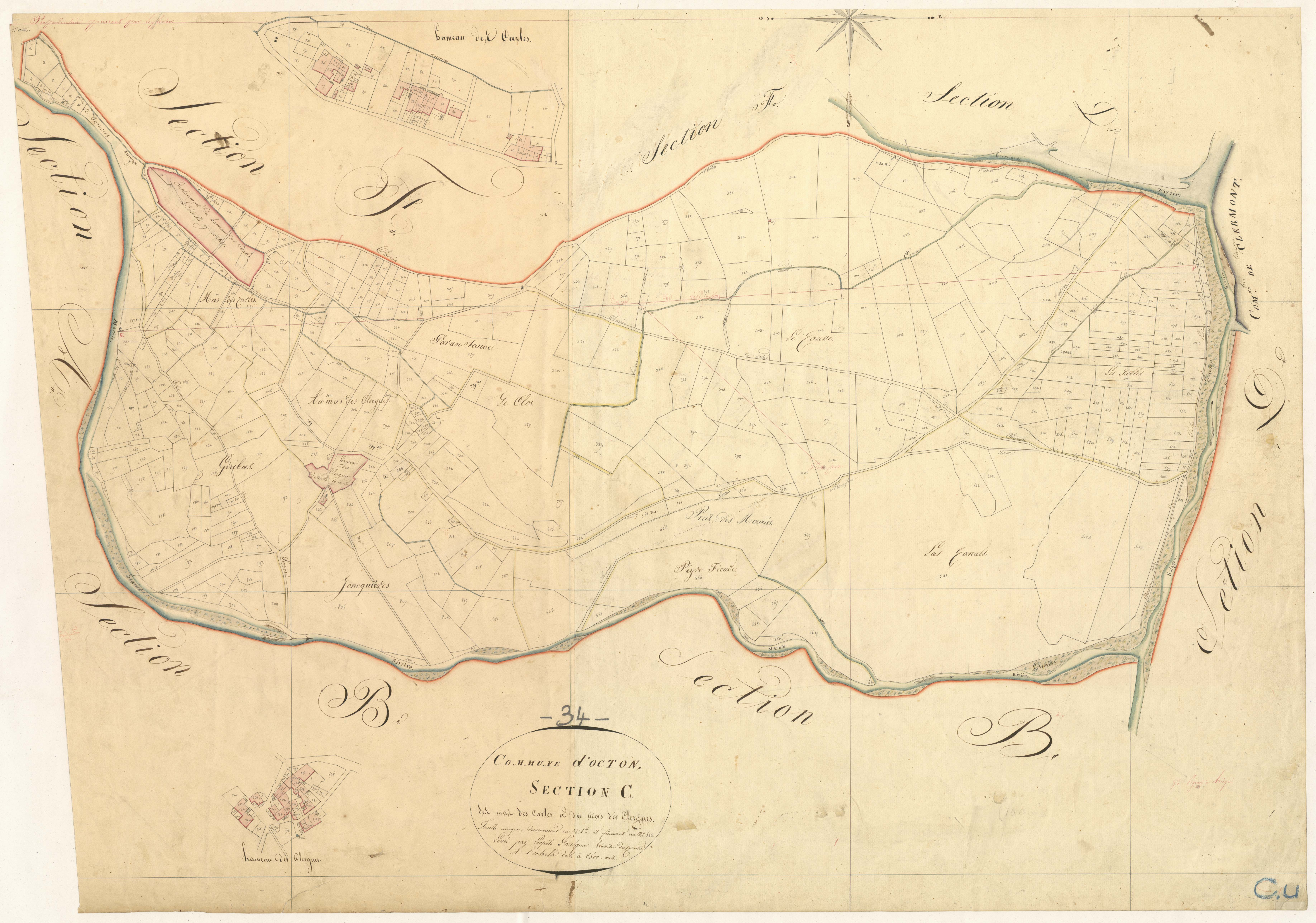
Plan cadastral de la section des Carles et du Mas des Clergues (1827)

Le nom du village est transcrit de Othone en 1162. Deux étymologies s'opposent pour en expliquer le sens :
1) d'un nom de personne latin, Othon (par ailleurs nom d'un empereur romain du Ier siècle) ;
2) d'*Octavianum, villa d'un propriétaire nommé Octavius, voire *Octavomagus, "le marché de la 8e (borne milliaire)". De fait, Octon se situe à 8 milles romains (12 km) sur la route de Lodève à Bédarieux. L'article précédant le nom du village sur le blason (l'Octon) tendrait à confirmer cette explication. Dans ce cas, Octon rejoindrait le cas d'Uchaud (Villa Octobiano), dans le Gard, situé à 8 milles de Nîmes.

## Vieille légende locale
Une vieille légende octonaise raconte que si un soir de pleine lune, une personne mettait de la ruffe dans le feu, cette dernière se transformerait en braise et brûlerait tout le village.

## Politique et administration
| Période                                  | Période   | Identité           | Étiquette | Qualité                    |
| ---------------------------------------- | --------- | ------------------ | --------- | -------------------------- |
| 1896                                     | 1905      | Paul Vigné d'Octon |           |                            |
| Les données manquantes sont à compléter. |           |                    |           |                            |
| 1947                                     | 1959      | Louis Allier       |           |                            |
| 1959                                     | 1971      | Charles Carles     |           |                            |
| 1971                                     | mars 2001 | Jacques Vigne      | DVG       |                            |
| mars 2001                                | mars 2008 | Guilhem Darde      |           |                            |
| mars 2008                                | En cours  | Bernard Coste      | SE        | Retraité de l'enseignement |

## Démographie
L'évolution du nombre d'habitants est connue à travers les recensements de la population effectués dans la commune depuis 1793. Pour les communes de moins de 10 000 habitants, une enquête de recensement portant sur toute la population est réalisée tous les cinq ans, les populations de référence des années intermédiaires étant quant à elles estimées par interpolation ou extrapolation. Pour la commune, le premier recensement exhaustif entrant dans le cadre du nouveau dispositif a été réalisé en 2005.

En 2022, la commune comptait 520 habitants, en évolution de +0,78 % par rapport à 2016 (Hérault : +7,49 %, France hors Mayotte : +2,11 %).
| 1793 | 1800 | 1806 | 1821 | 1831 | 1836 | 1841 | 1846 | 1851 |
| ---- | ---- | ---- | ---- | ---- | ---- | ---- | ---- | ---- |
| 486  | 596  | 636  | 652  | 698  | 610  | 607  | 602  | 604  |

| 1856 | 1861 | 1866 | 1872 | 1876 | 1881 | 1886 | 1891 | 1896 |
| ---- | ---- | ---- | ---- | ---- | ---- | ---- | ---- | ---- |
| 616  | 577  | 551  | 529  | 515  | 540  | 514  | 506  | 503  |

| 1901 | 1906 | 1911 | 1921 | 1926 | 1931 | 1936 | 1946 | 1954 |
| ---- | ---- | ---- | ---- | ---- | ---- | ---- | ---- | ---- |
| 507  | 528  | 505  | 416  | 413  | 359  | 349  | 370  | 314  |

| 1962 | 1968 | 1975 | 1982 | 1990 | 1999 | 2005 | 2006 | 2010 |
| ---- | ---- | ---- | ---- | ---- | ---- | ---- | ---- | ---- |
| 274  | 253  | 220  | 243  | 350  | 397  | 415  | 408  | 453  |

| 2015 | 2020 | 2022 | - | - | - | - | - | - |
| ---- | ---- | ---- | - | - | - | - | - | - |
| 510  | 520  | 520  | - | - | - | - | - | - |

## Culture locale et patrimoine

### Lieux et monuments
- Le château de Lauzières

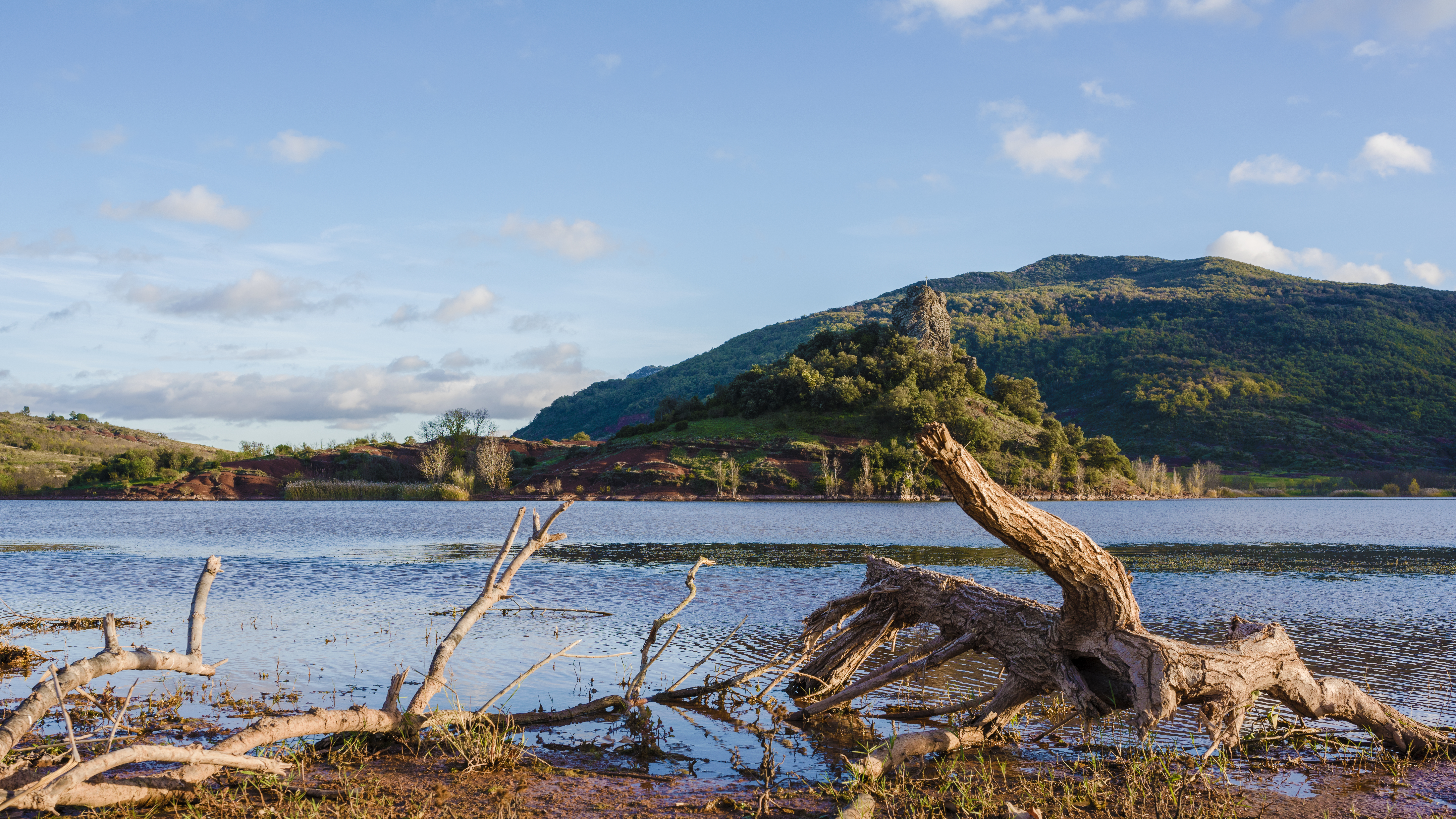
La vue depuis une berge du Lac du Salagou

- La chapelle Notre-Dame de Roubignac est un édifice de style roman du XIIe siècle). L'édifice a été classé au titre des monuments historiques en 1954[30].
- Église Saint-Étienne d'Octon. L'édifice est référencé dans la base Mérimée et à l'Inventaire général Région Occitanie[31].
- Capitelles
- Le lac du Salagou
- La fontaine de la place Paul-Vigné-d'Octon présente la particularité rare d'être datée du 5 ventôse an 109 de la République française, soit le 24 février 1901.

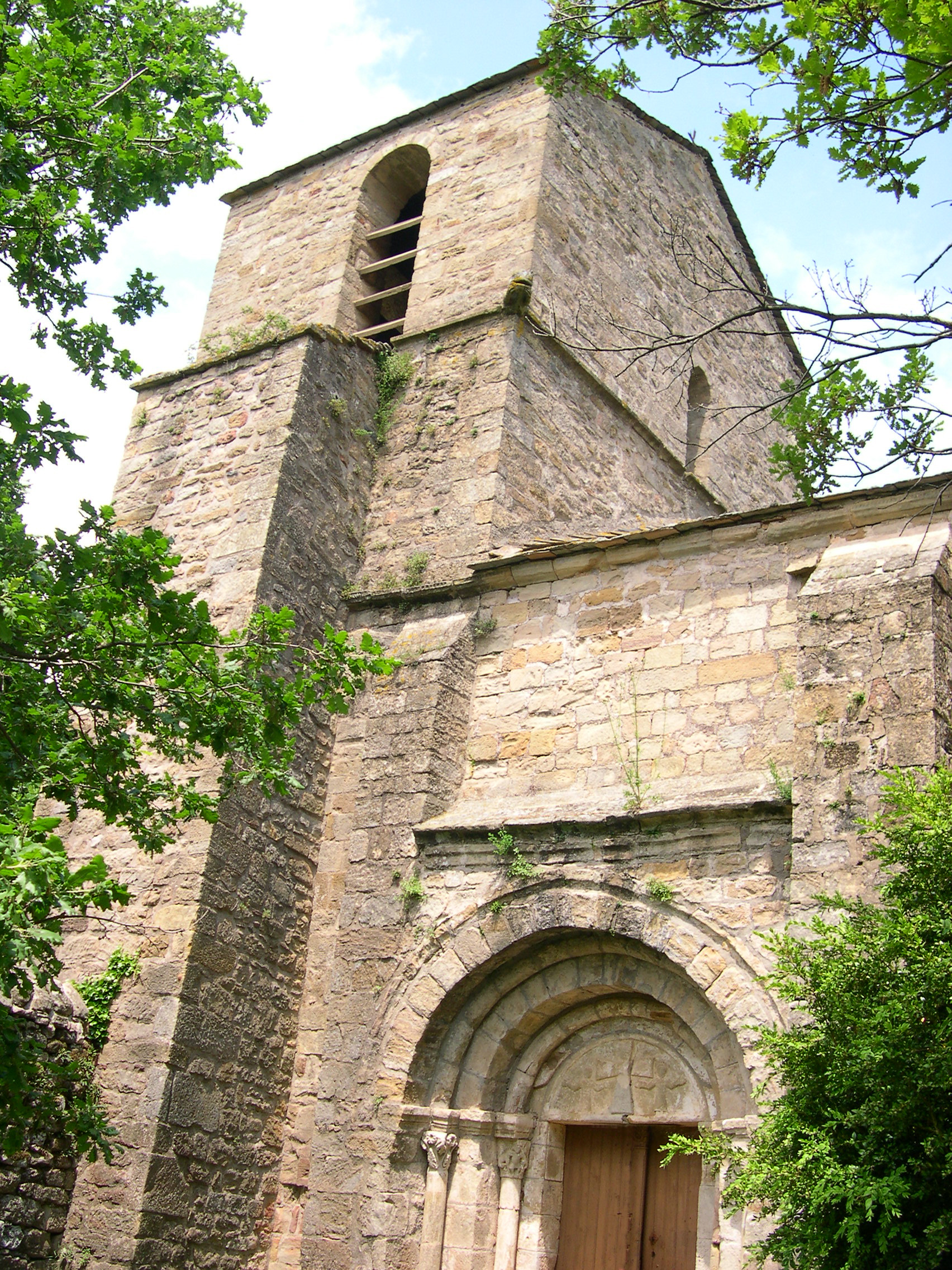
La chapelle Notre-Dame de Roubignac
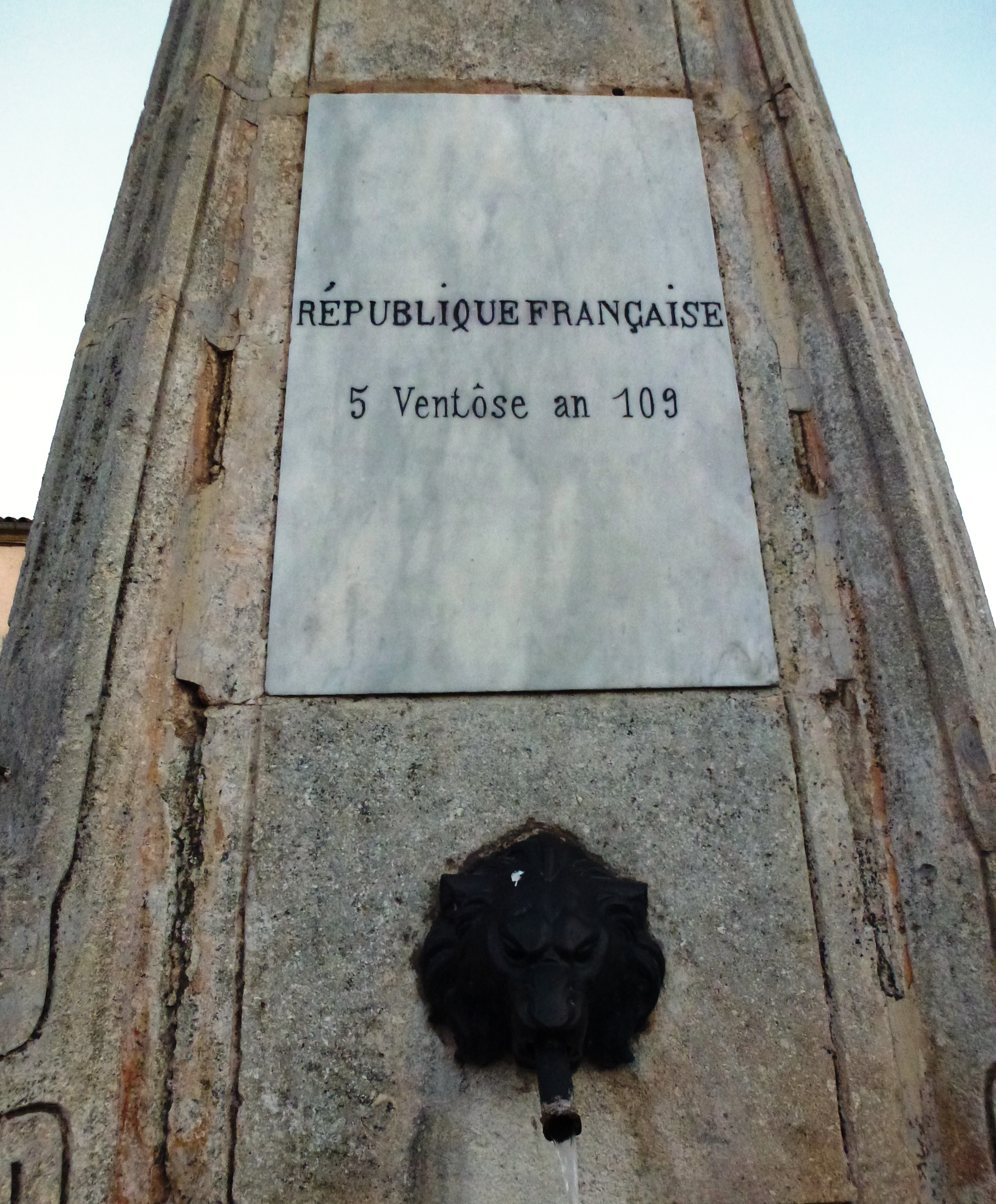
La fontaine sur la Grand-Place
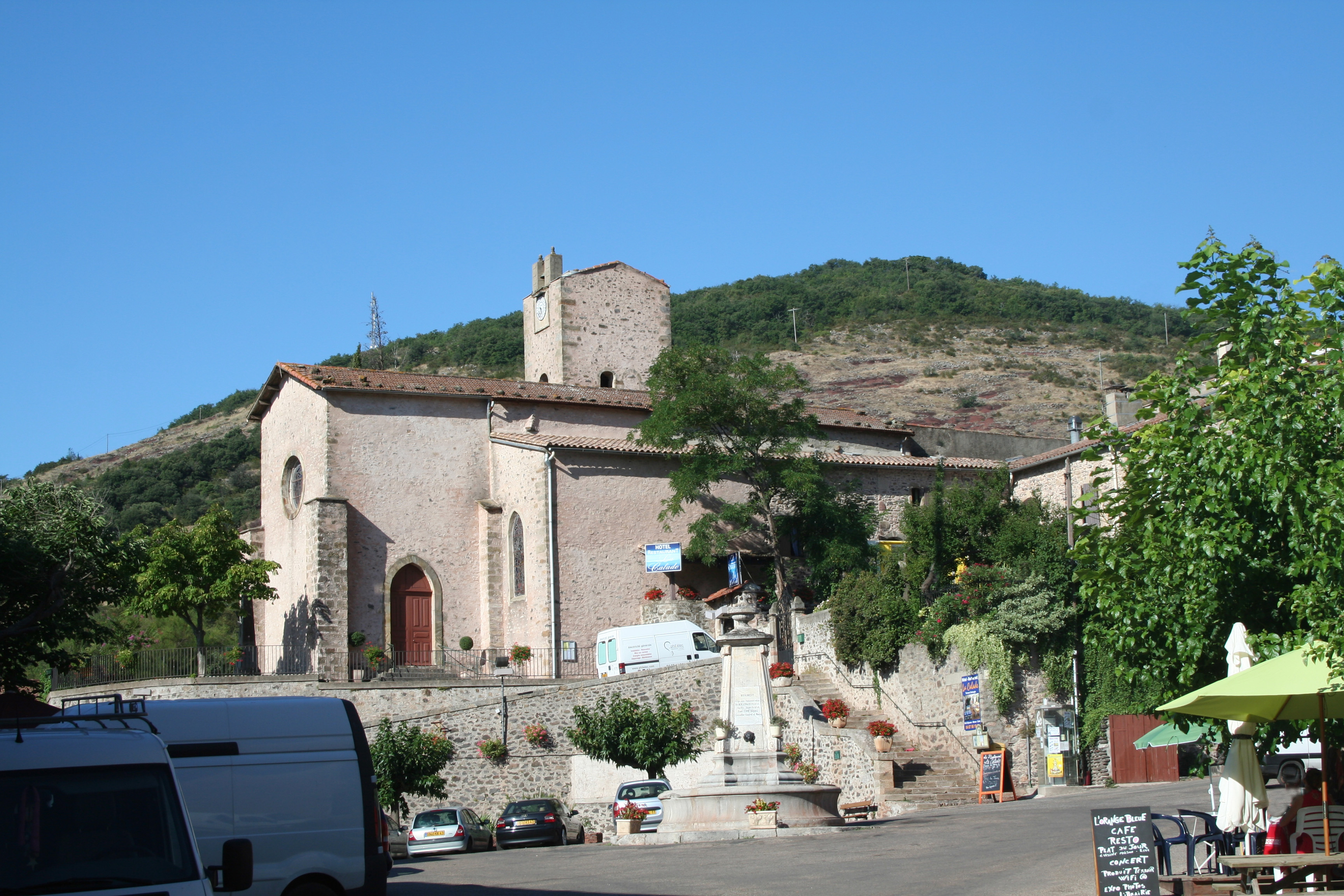
Église Saint-Étienne d'Octon

### Personnalités liées à la commune
- Paul Vigné d'Octon, homme politique et écrivain.

### Héraldique
| Blason de Octon | Les armes de Octon se blasonnent ainsi : taillé d'argent à un chêne de sinople, et de gueules à la croix cléchée, vidée et pommetée d'or (croix occitane), à la cotice en barre d'argent chargée du mot ALOUTOU de sable brochant sur la ligne de partition. |

En réalité, il faut lire cette mention Aloutou = Al Outou : "à (l')Octon" en graphie mistralienne. L'orthographe occitane régulière est Oton prononcé "Outou".